# أسكر
قرية أسكر هي إحدى القرى التابعة لمركز الصف في محافظة الجيزة في جمهورية مصر العربية. حسب إحصاءات سنة 2006م، بلغ إجمالي السكان في أسكر 10849 نسمة، منهم 5560 رجلا و5289 امرأة.